# Ryžoviště
Ryžoviště (en allemand : Braunseifen) est une commune du district de Bruntál, dans la région de Moravie-Silésie, en Tchéquie. Sa population s'élevait à 613 habitants en 2021.

## Géographie
Ryžoviště se trouve à 11 km au nord-ouest de Moravský Beroun, à 15 km au sud-sud-ouest de Bruntál, à 66 km à l'ouest d'Ostrava et à 211 km à l’est de Prague.
La commune est limitée par Břidličná au nord, par Lomnice à l'est, par Dětřichov nad Bystřicí et Huzová au sud, et par Jiříkov et Rýmařov à l'ouest.

## Histoire
La première mention écrite de la localité date de 1317.

## Transports
Par la route, Ryžoviště se trouve à 11 km de Rýmařov, à 18 km de Bruntál, à 92 km d'Ostrava et à 270 km de Prague.